# ショウジョウバカマ
ショウジョウバカマ（猩々袴、学名： Heloniopsis orientalis  ）は、メランチウム科ショウジョウバカマ属の多年草。北海道から九州までの、やや湿った場所に生える。垂直分布が広く、人里近くの田んぼの畦道から高山帯の高層湿原まで生えている。

## 特徴
葉は広い線形でなめらか、根本から多数出てロゼット状に平らに広がる。花茎はロゼット葉の中心から出現し、花が成熟するまでは高さ10～30cm、花が成熟すると1m近くまで成長する。花序は花茎の先端に横向きに形成される。花の色は生育場所によって、淡紅色、紫色、白色と変化に富んでいる。花期は低山では3～4月であるが、高山では雪渓が溶けたあとの6～7月になる。なお、花被は花が終わった後もそのまま残り、色あせはするものの、咲いたときの姿を残しているので、夏に緑の花が咲いている、といった姿となる。種子は約5mmで細長く、１つの蒴(さく)果に40〜60個が格納される。種子は春化により発芽する。
繁殖は種子のほか、葉の先にできる不定芽によっても殖えることができる。
不定芽は主に株齢3〜6年かつロゼット直径200mm以上の株に9〜10月頃形成される。形成される数は葉１枚あたり１個、１株あたり0〜10個であり、特にロゼット直径430mm以上の株には3個以上の不定芽を形成するものが多く見られる。1株に形成される不定芽の約80%は先に出た下層1/4の葉に形成される。不定芽形成は葉の先端から約0.5mm基部に形成される高さ0.1〜0.2mm, 長さ約1mmのカルス様の突起から始まり、その中心部から不定芽と不定根がほぼ同時に現れる。不定芽の分離は、不定芽が形成された翌年の6〜7月に不定芽が形成されている親株の葉が褐色に朽ちていくことで生じる。
なお、葉が親株から切り離された場合はほぼ確実に葉の先端に不定芽が形成され、追って基部の切り離された切断面からも形成される場合がある。そのメカニズムは定かになっていないが、植物ホルモンのジベレリンとの関与が先行研究より示唆されている。
名前は、花が赤いのを猩々（中国の伝説上の動物のこと）になぞらえ、根生葉の重なりが袴に似ていることから名付けられたとされる。
葉の様子はノギランもやや似ているが、こちらは花が穂状に出る。

## 画像

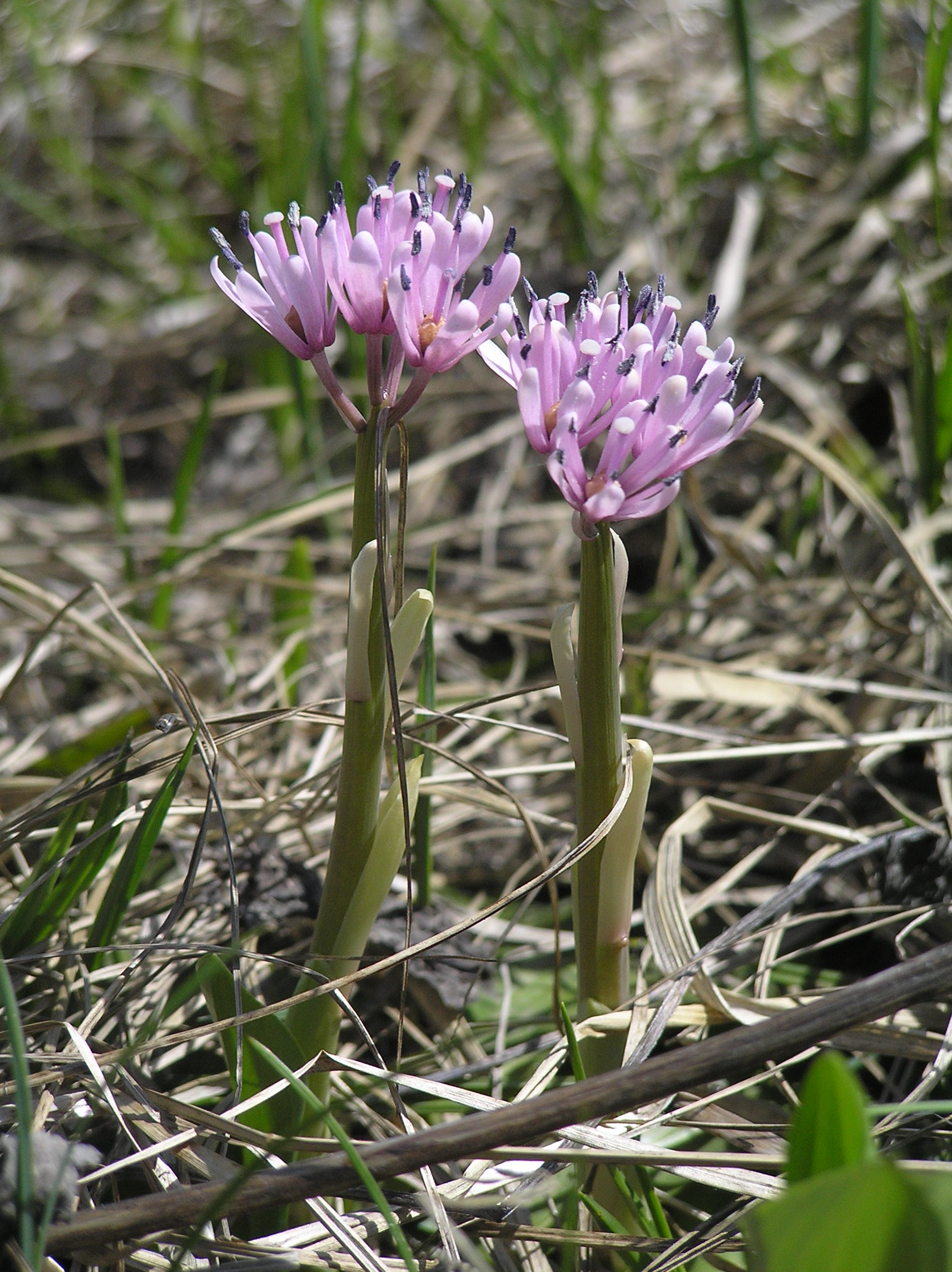
雨竜沼湿原・7月
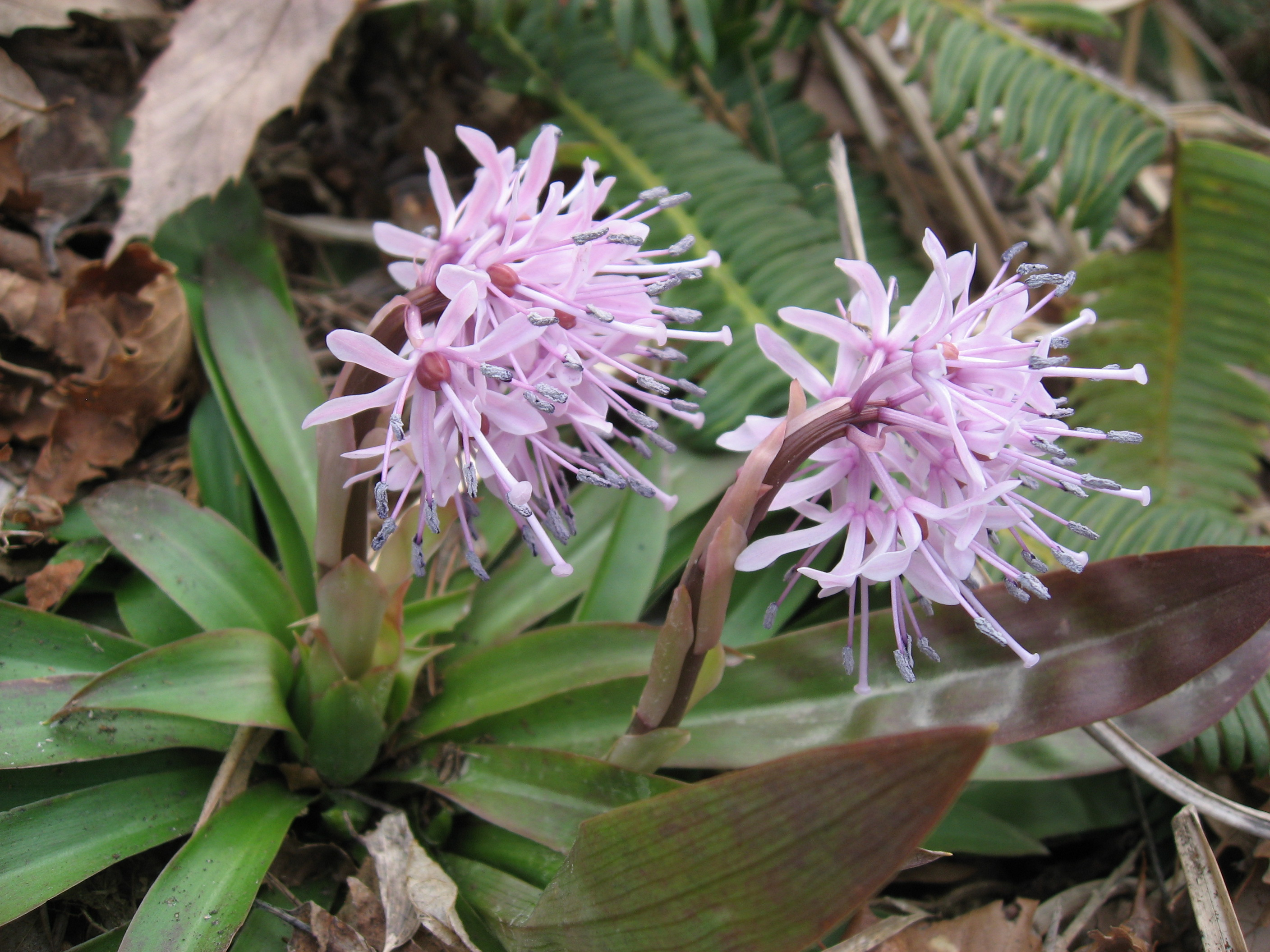
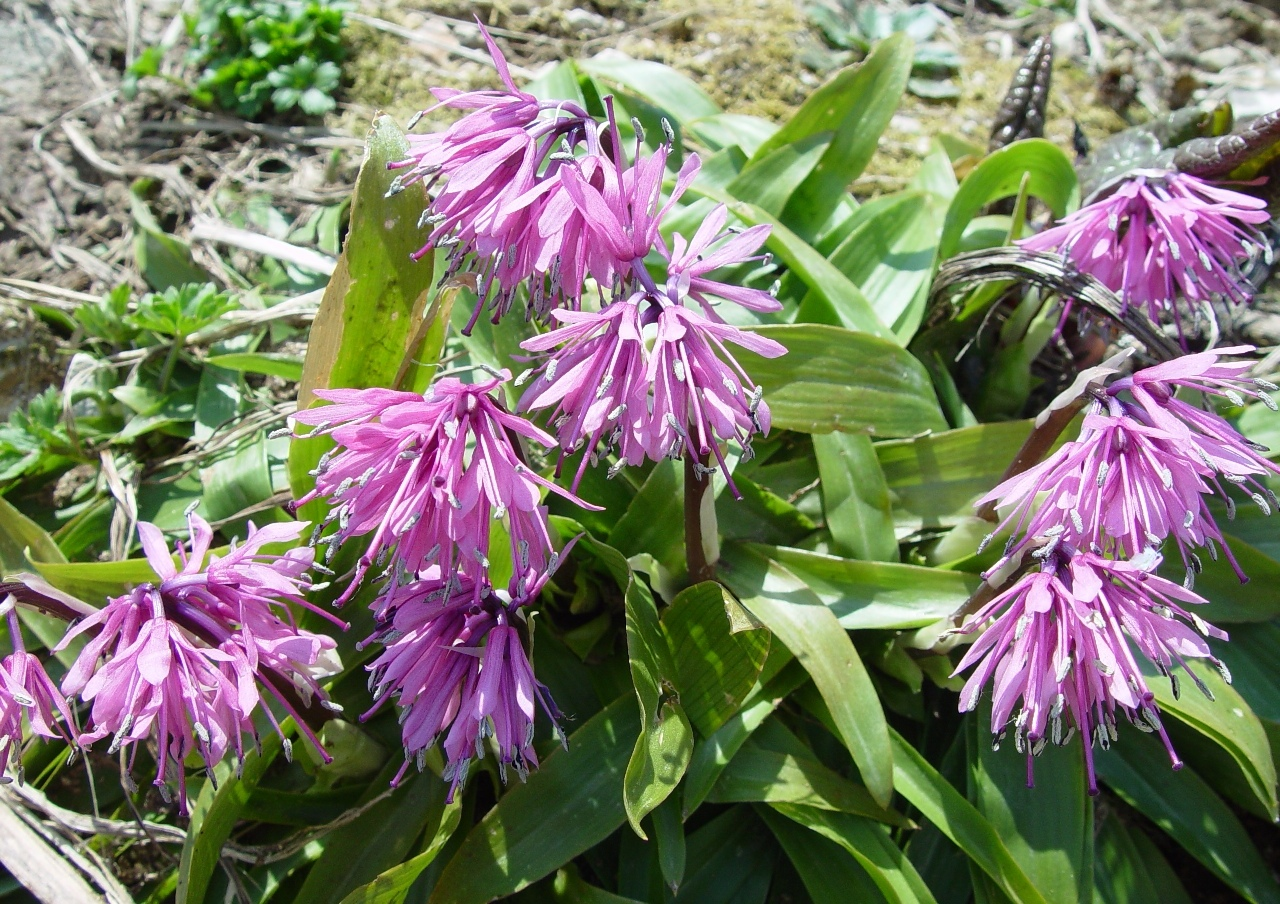
三方崩山・5月